# Roberto Rodrigues (político)
Roberto Rodrigues GCMD • GOMM (Cordeirópolis, 12 de agosto de 1942) é engenheiro agrônomo formado pela Escola Superior de Agricultura Luiz de Queiroz da Universidade de São Paulo (USP) em 1965, com cursos de aperfeiçoamento em administração rural. Divorciado, tem 4 filhos e 7 netos. Neto, filho e pai de engenheiros agrônomos e agricultores.

## Biografia
Foi o primeiro Ministro da Agricultura do governo Lula, iniciando seu mandato em 1º de janeiro de 2003. Ainda no mês de janeiro, passou a contar com o agrônomo Ivan Wedekin, de quem fora colega na USP, como secretário de Política Agrícola dentro de seu ministério, além de José Amauri Dimarzio como seu secretário-executivo, Maçao Tadano como secretário da Defesa Agropecuária e Linneu Carlos da Costa Lima como secretário de Produção e Comercialização.
Nos órgãos de seu ministério, assumiram Clayton Campanhola como diretor-presidente da Empresa Brasileira de Pesquisa Agropecuária (Embrapa), Luis Carlos Guedes Pinto como presidente da Companhia Nacional de Abastecimento (Conab) e Sílvio Isopo Porto, Jacinto Ferreira e Eledil Einstein da Silva Bessa como diretores da Conab.
Em março, com Guido Mantega, reestruturou a composição e as competências do Ministério da Agricultura, do Conselho Nacional de Política Agrícola (CNPA) e do Conselho Deliberativo da Política do Café (CDPC), bem como aos cargos comissionados do ministério.
Em agosto de 2003 e novembro de 2005, foi condecorado pelo presidente Lula respectivamente com a Ordem do Mérito Militar no grau de Grande-Oficial especial e com a Ordem do Mérito da Defesa no grau de Grã-Cruz. Em 2006, a pedido, foi exonerado do cargo e sucedido por Luis Carlos Guedes Pinto.